# Полянский, Казимеж
Кази́меж Че́слав Поля́нский (род. 6 апреля 1929 в Берездовцах, ум. 7 февраля 2009 в Катовице) — польский лингвист и педагог, автор 150 научных публикаций, в том числе 11 книг.

## Научная деятельность
Член ПАН (с 1998) и ПАЗ (с 1993), доктор honoris causa Опольского университета (2003) и Силезского университета, почётный профессор Ягеллонского университета, член президиума и председатель Комитета Языкознания ПАН, член Центральной комиссии по делам научных званий и должностей при Председателе Совета министров, польский делегат в Permanent International Committee of Linguists.

## Основные труды
- Morfologia zapożyczeń niemieckich w języku połabskim (1962) — диссертация
- Słownik etymologiczny języka Drzewian połabskich (1962-64)
- Składnia zdania złożonego w języku górnołużyckim (1967)
- Słownik terminologii językoznawczej
- Encyklopedia języka polskiego
- Encyklopedia językoznawstwa ogólnego
- Gramatyka języka połabskiego (pod redakcją Jana Okuniewskiego) электронное издание